# Chang Fengxia
Chang Fengxia (ur. 5 grudnia 1970) – chińska judoczka.
Piąta na mistrzostwach świata w 1989; uczestniczka turnieju w 1991. Startowała w Pucharze Świata w 1990. Srebrna medalistka igrzysk azjatyckich w 1990 roku.